# Po stopách opatů a rabínů
Po stopách opatů a rabínů je naučná stezka v Třebíči. Naučná stezka propojuje tři památky, které jsou uvedeny na seznam Světového kulturního a přírodního dědictví UNESCO, tj. Baziliku svatého Prokopa, židovskou čtvrť a židovský hřbitov. Součástí je i sběratelská hra, kdy lze získat razítka v třebíčských informačních centrech. Stezka byla otevřena v květnu 2013.

## Zastavení
- Karlovo náměstí
- Zadní synagoga
- Dům Seligmanna Bauera
- Chudobinec
- Židovský hřbitov
- Zámek, klášter
- Bazilika sv. Prokopa
- Koplův dům
- Přední synagoga
- Dům rabína
- Obecní dům, radnice
- Dům Samuela Ryšavého